# غبر شرعين (مناخة)

تعديل مصدري - تعديل

غبر شرعين هي إحدى قرى عزلة المغارب العليا بمديرية مناخة التابعة لمحافظة صنعاء، بلغ تعداد سكانها 145 نسمة حسب تعداد اليمن لعام 2004.